# Arisaema aequinoctiale
Arisaema aequinoctiale är en kallaväxtart som beskrevs av Takenoshin Nakai och Fumio Maekawa. Arisaema aequinoctiale ingår i släktet Arisaema och familjen kallaväxter. Inga underarter finns listade.